# Hangar (groupe)
Pour les articles homonymes, voir Hangar (homonymie).
Hangar est un groupe brésilien de power metal, originaire de Porto Alegre, Rio Grande do Sul. Le groupe est formé en 1997 par Aquiles Priester, ex-batteur du groupe Angra.

## Biographie

### Débuts (1997-2000)
Le groupe est formé en 1997, avec l'objectif originel de jouer des reprises. À l'époque, Hangar se compose de Michael Polchowicz (chant), Cristiano Wortmann (guitare), Felipe Trein (basse) et Aquiles Priester (batterie). Le groupe fait son premier concert le 23 juillet 1998, en jouant principalement des reprises de Stratovarius, Helloween, Dream Theater, Primal Fear, Yngwie Mallmsteen, etc). Devant le succès remporté, les musiciens décident d'aller plus loin et de composer les morceaux qui feront partie, plus tard, de leur premier album. Après juste une année d'existence, le groupe, ayant connu un succès fulgurant auprès des amateurs de heavy metal de Porto Alegre, sa région d'origine, se retrouve déjà en première partie d'Angra. Le premier changement de line-up arrive avec le départ du bassiste Felipe, ce qui n'empêche pas le groupe d'être la révélation du heavy metal brésilien en 1998.
Hangar entre donc en studio en novembre 1998 et lance son premier album, Last Time au mois de mai 1999. Le bassiste Nando Mello ne rejoint le groupe qu'après l'enregistrement de l'album. C'est donc le guitariste, Crisitiano Wortmann, qui se charge de toutes les parties de basse et de guitare. Tout au long de l'année 1999, Hangar est en promotion pour son premier CD, qui reçoit des critiques élogieuses des principaux médias spécialisés brésiliens. Mais à la fin de l'année, le guitariste quitte le groupe, invoquant des différences musicales. À sa place, le groupe accueille Eduardo Martinez qui compte déjà sur une certaine notoriété au sein de la scène thrash metal brésilienne. Hangar démarre alors le processus d'enregistrement d'un deuxième album.

### Inside Your Soul(2001-2002)
Les nouveautés sur Inside Your Soul sont nombreuses et viennent à la fois des éléments qu'a apportés le nouveau six-cordiste et de la présence d'arrangements de claviers composé et exécutés par Fabio Laguna. Le disque est plus mûr que son prédécesseur, tant musicalement que sur le plan des paroles, et présente une trilogie (The Massacre) qui raconte l'histoire de la découvertre et de la colonisation du Brésil. Dans sa globalité, le disque est plus lourd, plus rapide et bien mieux enregistré que le premier album, ce qui lui permettra d'être distribué à l'international.
De son côté, Aquiles Priester est invité à enregistrer le nouveau CD de l'ex-chanteur d'Iron Maiden, Paul Di'Anno, aux côtés notamment du bassiste Felipe Andreoli. Hangar assurera ensuite la première partie du chanteur lors de sa tournée brésilienne. En mars 2001, Aquiles Priester rejoint finalement les rangs d'un des plus grands groupes de heavy metal brésilien : Angra, après le départ de plusieurs membres fondateurs. En août 2001, Inside Your Soul, le deuxième album de Hangar, voit finalement le jour.

### The Reason of Your Conviction(2002-2008)
En février 2002, Fabio Laguna rejoint le groupe comme membre permanent. dès le mois de juillet, les musiciens se rassemblent pour composer leur troisième album. Mais en raison de la tournée mondiale d'Angra qui accapre Aquiles Priester, ces plans sont ajournés.
Pendant le second semestre 2003, le groupe se réunit pour composer à nouveau. Mais les activités d'Angra ralentissent la progression du groupe, d'autant que Fabio Laguna accompagne aussi Angra lors des tournées. Cependant, Nando Mello, Michael Polchowicz et Eduardo Martinez enregistrent tout le matériel déjà composé avec uniquement la voix, la basse et la guitare. En janvier 2004, Eduardo Martinez e Fabio Laguna se retrouvent pour commencer les arrangements des titres pré-sélectionnés par le groupe.
En janvier 2005, Hangar finalise six titres pour une démo envoyée aux labels du monde entier. Puis, le chanteur quitte le groupe pour se consacrer à ses études et donner une nouvelle direction à sa carrière. Nando Fernandes le remplace et apporte aux nouvelles compositions de Hangar une nouvelle touche d'agressivité. C'est en 2007 que le nouveau disque du groupe est enfin fini. L'album-concept The Reason of Your Conviction présente une histoire qui se passe dans l'esprit d'un tueur en série, depuis son premier assassinat. L'album est gravé au Brésil, mais mixé et masterisé au studio Area 51 en Allemagne.
En 2008, Hangar fait la première partie de Dream Theater, au Credicard Hall de São Paulo et réalise une tournée au Brésil et en Amérique latine. Aquiles Priester décide finalement de quitter Angra, qui décide de faire une pause et de se consacrer uniquement à Hangar. Le groupe ressort son premier album, remasterisé, et renommé Last Time... Was Just the Beginning, comprenant deux titres bonus : Angel of the Stereo réenregistrée en 2006 et la reprise de Journey, Ask the Lonely.

### Infallible(2009-2010)
En janvier 2009, Nando Fernandes annonce qu'il quitte le groupe prétextant une incompatibilité relationnelle avec certains musiciens. Après des auditions sur l'ensemble du Brésil, c'est finalement le chanteur amazonien du groupe Glory Opera, Humberto Sobrinho, qui est choisi pour le remplacer. Avec lui, le groupe se retrouve dans la ville de Tatuí (Etat de São Paulo) pour composer et enregistrer un nouvel album : Infallible. Intégralement enregistré au Brésil (à Tatuí et à Florianopolis pour la batterie), l'album est néanmoins à nouveau mixé et masterisé en Allemagne. L'album est lancé en 2009 au Brésil, lors du salon Expomusic de São Paulo. Le groupe se lance alors à nouveau dans une tournée brésilienne et latino-américaine, tandis que l'album est finalement distribué au Japon et en Europe au premier semestre 2010. L'album fait participer le groupe Roupa Nova sur la chanson Mais uma vez et Sam Santiago.

### DVD et CD acoustique (2011-2012)
En mars 2011, le groupe joue le Hangar Day, à São Paulo au Blackmore Rock Bar, un spectacle spécial qui est en fait un concours dans lequel les gagnants jouent avec le groupe. En mai 2011, le groupe participe à la Virada Cultural a Presidente Prudente à São Paulo, avec Angra devant environ 10 000 spectateurs. Le 14 mai 2011, le groupe joue devant 7 000 spectateurs pendant son Infallible Tour. Le 22 juillet 2011, le groupe réédite l'album Inside Your Soul, publié en 2001, avec trois titres bonus : Legions of Fate, Savior et Forever Will Be.
En février 2012, pour fêter les 10 ans d'existence de l'album Inside Youe Soul, le groupe organise deux shows avec le chanteur original du groupe Michael Polchowicz, un à São Paulo et l'autre à Rio de Janeiro. En avril, le groupe publie le clip acoustique de la chanson Based On a True History. En mai, le groupe joue avec Sepultura à São José do Rio Pardo.
Em septembre, le groupe lance le DVD acoustique Haunted By Your Ghosts in Ijui. Ils participent ensuite à l'Expo Music de São Paulo, avec le chanteur André Leite. Le 28 septembre 2012 est annoncé le départ de Leite, à cause de divergences entre membres. Son dernier spectacle se déroule le 19 mai à São José do Rio Pardo, à São Paulo.

### Stronger than Ever(depuis 2013)
En milieu 2013 sort le nouvel album du groupe, Stronger than Ever. En novembre 2013, le groupe annonce avoir recruté un nouveau chanteur, Pedro Campos. En septembre 2014, Aquiles Priester annonce Primal Fear comme nouveau bassiste du groupe, avec lequel ils participeront au festival Monsters of Rock de São Paulo en 2015. En novembre 2014 sort un double-album intitulé The Best of 15 Years, Based On a True Story. À la fin de 2014 sort un album instrumental, Our Lives, 13 Years Later composé par Aquiles et le guitariste Gustavo Carmo, entre 2013 et 2014.
En juin 2016, le groupe publie un clip de la chanson The Hangar of Hannibal.

## Membres

### Membres actuels
- Aquiles Priester - batterie, chœurs (depuis 1997)
- Nando Mello - basse, chœurs (depuis 1999)
- Cristiano Wortmann - guitare, chœurs (1997-1999, depuis 2013)
- Fábio Laguna - chœurs (depuis 2000)
- Pedro Campos - chant (depuis 2013)

### Anciens membres
- Felipe Trein - basse (1997-1998)
- Gustavo Capitâni - basse (1998)
- Michael Polchowicz - chant (1997-2005)
- Nando Fernandes - chant (2006-2008)
- Humberto Sobrinho - chant (2009-2011)
- André Leite - chant (2011-2012)
- Eduardo Martinez - guitare (2000-2015)

## Discographie
- 1999 : Last Time
- 2001 : Inside Your Soul
- 2007 : The Reason of Your Conviction
- 2009 : Infallible
- 2011 : Acoustic, but Plugged In!
- 2012 : Haunted By Your Ghosts in Ijui (DVD)
- 2014 : The Best of 15 Years (Based On a True Story... )
- 2016 : Stronger than Ever